# Saki Nakajima
Saki Nakajima (中島 早貴, Saki Nakajima, nascida em 5 de fevereiro de 1994 em Saitama, Japão) é membro do °C-ute, e do grupo de j-pop Hello! Project.

## História
Nakajima juntou-se ao Hello! Project em 2002 como uma das quinze crianças escolhidas das audições da Hello! Project Kids após performar"Dekkai Uchuu ni Ai ga Aru" do Morning Musume. 
Em 2004, Berryz Kobo foi formada. Nakajima não fez parte da formação original, e a ideia foi abandonada. As crianças restantes acabaram formando °C-ute, em 2005. O grupo não fez sua estreia oficial até o final de 2006, com seu primeiro single oficial lançado em fevereiro de 2007.
Nakajima também é um membro do Gatas Brilhantes HP, a um time de futsal do Hello! Project. 
Em outubro de 2007 Nakajima foi colocada no Athena & Robikerottsu juntamente com a colega do grupo °C-ute, Chisato Okai e também com Risa Niigaki e Aika Mitsui, ambas do Morning Musume. 
Em 2009 ela foi escolhida, juntamente com as colegas  do Hello! Project Kids: Yurina Kumai e Risako Sugaya do Berryz Koubou e Aika Mitsui do Morning Musume para participar de um recém-formado grupo Guardians 4 para cantar as aberturas do anime Shugo Chara!. Ela também foi recentemente escolhida para fazer parte do Petitmoni, junto com Mai Hagiwara (°C-ute) e Mano Erina (única solista do H!P).